# Рац, Марк Владимирович

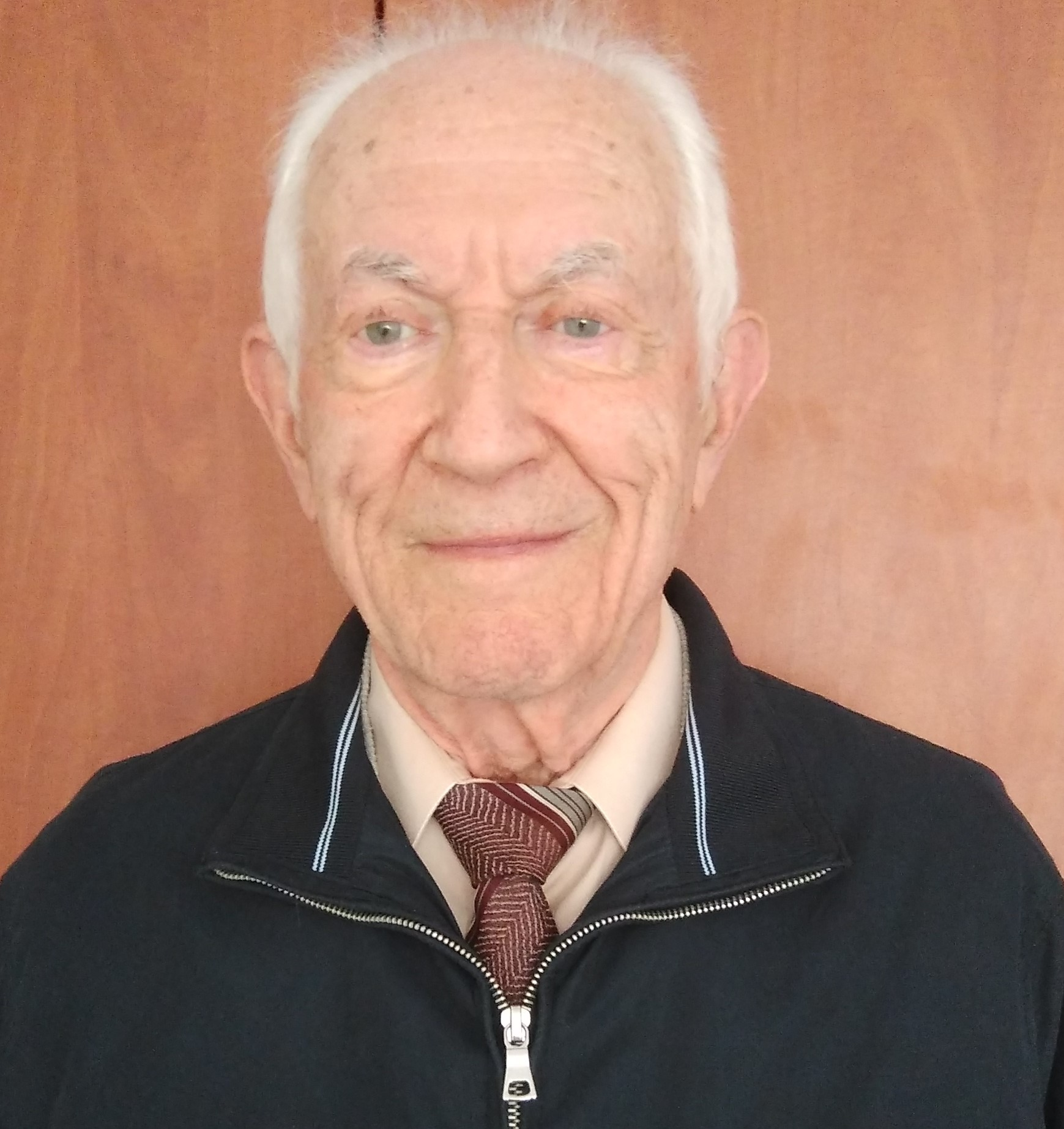
Марк Рац в 2019 году

Марк Влади́мирович Рац (род. 4 сентября 1935) — российский инженер-геолог, методолог, коллекционер и библиофил.

## Биография
Марк Рац родился в Москве. Окончил Московский геологоразведочный институт им. С.Орджоникидзе, доктор геолого-минералогических наук, профессор. Работал в Гидропроекте и НИИ системы Госстроя СССР. С 2000 г. живёт в Израиле.
Получил известность в трёх областях деятельности: геологии, методологии и библиофилии.

### Инженерная геология
В 1960-е — 1970-е годы Марк Рац стал известен как учёный в области инженерной геологии (кандидат геолого-минералогических наук (1963), доктор геолого-минералогических наук (1973), профессор (1983)), заведующий лабораторией, руководитель отдела в различных НИИ Госстроя СССР. Участвовал в изысканиях и научном обеспечении проектирования и строительства канала Иртыш-Караганда, Нурекской и Токтогульской ГЭС, горно-обогатительного комбината Эрдэнэт в Монголии. Автор более 150 статей и трех монографий в этой области деятельности. Основные достижения относятся к научному обеспечению инженерной, прежде всего строительной деятельности человека в части изучения таких определяющих характеристик горных пород in situ, как их неоднородность и трещиноватость. Здесь Рацу принадлежат разработки и внедрение вероятностно-статистических методов их исследования, диаграмма структурной неоднородности, понятие и теория масштабных эффектов разного рода, оценка физических свойств неоднородных и трещиноватых сред и др. Разработки М. Раца в области геологии использовались в десятках монографий и учебников, в сотнях статей и диссертаций, малая часть из них оцифрована и выложена в Сети уже в последние годы, спустя 30-40 лет после публикации (см. список публикаций: 1-3). За время работы в этой области подготовил 15 кандидатов наук, среди них В. М. Гороховский, А. В. Мулина, М. Т. Ойзерман, В. А. Пырченко, М. И. Погребиский и др.

### Московский методологический кружок
В 1980 гг. Марк Рац стал активным участником Московского методологического кружка. Основные направления работы: прикладная методология, политическая философия, методология науки. Основные достижения связаны с приложением деятельностного подхода к вопросам политики, управления, власти и обеспечения безопасности. Ему принадлежат проработка и систематизация представлений об «искусственном» и «естественном»; типология политики; схема реализации замыслов и имплементации философско-политических идей в практику политики и управления; оригинальная концепция политики развития (см. список публикаций: 4-9). Концепция власти и управления как двух основных форм правления в их соотнесении развернута в пятилетней серии статей (публикации 10-14).
Итоги этой работы подведены в книге (публикация 15). Главное направление мысли авторов — ликвидация сложившегося рассогласования между бурным развитием хозяйственной деятельности и стагнацией сферы политического. В книге обсуждаются возможности и пути выращивания политической системы, которая приближала бы общество к идеалу соучастия граждан в принятии любых затрагивающих их интересы решений. Наиболее перспективным видится сочетание коллективного самоуправления, ответственного за развитие, с властью, ограниченной функцией поддержания стабильности жизни общества. Возможные пути проработки и реализации таких предложений увязываются с уроками становления государственности США и истории левой идеи в Европе. Основные идеи книги коротко изложены в интервью Раца И. Толстому (публикация 24).
Отдельное направление работы — методология книговедения (публикации 16-17 и др.). Примеры использования работ Раца и их обсуждение см. по ссылкам 1-5.

### Библиофилия
Марк Рац — коллекционер и библиофил, создатель крупнейшего в конце XX в. библиофильского собрания, посвященного искусству книги в России первой трети XX в. Участник 25 книжно-графических выставок, в том числе инициатор и организатор выставки издательства «Academia» в Румянцевском зале ГБЛ в 1981 г. Автор ряда книг и статей по методологии библиофильства и книговедения: см. список избранных публикаций: 16-21. С 1980 г. — председатель московского выставочного совета общества книголюбов (ВОК). Основатель и первый председатель (с 1990 по 2000 г.) Московского клуба библиофилов, один из первых сопредседателей (вместе с О. Ласунским и В. Петрицким) Всероссийской ассоциации библиофилов (1990—2000 г.), ныне Национального союза библиофилов России (НСБ). Библиофильской деятельности Раца и культурному значению его собрания посвящены статьи Ю. Березина, Ю. Герчука, А.Иванова, А. Колесникова, Г. Копылова, О. Ласунского, В. Макаренко, Ю. Молока, М. Хромченко и других — см. далеко не полный список ссылок 6-18.
Кроме того, М.Рацу принадлежат десятки статей научно-популярного и публицистического характера в «Независимой газете».

## Основные публикации
1. Рац М. В. Неоднородность горных пород и их физических свойств. М., Наука, 1968
2. Рац М. В. Структурные модели в инженерной геологии. М.: Недра, 1973
3. Рац М. В., Чернышев С. Н. Трещиноватость и свойства трещиноватых горных пород. М.:Недра, 1973
4. Рац М. В., Слепцов Б. Г., Копылов Г. Г. Концепция обеспечения безопасности. М., 1995
5. Рац М. В. Идея открытого общества в современной России. М.: Магистр, 1997
6. Рац М. В. «Искусственное» и «естественное»// Философия России второй половины XX века. Г. П. Щедровицкий. М.: РОССПЭН, 2010.
7. Рац М. В. Политика и управление. Полис, 2010, № 3
8. Рац М. В. Бюрократия в контексте перемен: политики, управленцы, чиновники // «Полития», 2010, № 3-4
9. Рац М. В. Управление и развитие // Диспозиции. Сборник статей участников семинара «Управленческие и методологические практики». Москва 2011.
10. Рац М. В., Котельников С. И. Власть или управление? // Политическая концептология, 2014, № 1, с. 156—209.
11. Рац М. В., Котельников С. И. Власть или управление? // Власть и ее типы. Политич. концептология, 2015, № 3.
12. Рац М. В., Котельников С. И. Слепцов Б. Г. Власть или управление? Заметки на полях всеобщей и русской истории //Политич. концептология, 2016, № 3. Окончание. Политич. концептология, 2016, № 4.
13. Рац М. В., Котельников С. И. Слепцов Б. Г. Власть или управление? Концепция проекта //Политическая концептология, 2017, № 4.
14. Рац М. В. С. И. Котельников, Б. Г. Слепцов. Власть или управление? 6. Вместо заключения. Чего мы хотим от власти и что должны делать сами, чтобы реализовать свои пожелания? — Политическая концептология. — № 4, 2018 г.
15. М. Рац, С. Котельников, Б. Слепцов. Управление против Власти. Как реализуются замыслы. М.: ЯСК, 2022. — 584 с., ил.
16. Рац М. В. О собирательстве: заметки библиофила. М.: НЛО, 2002. — 350 с., ил.
17. Рац М. В. Книга в системе общения: вокруг «Заметок библиофила». Изд. второе, исправленное. М., Наследие ММК, 2006. — 496 с., ил.
18. Рац М. В. Диалоги книжников вперемежку с монологами составителя. М.: Инскрипт, 2012. — 432 с., ил.
19. Рац М. В.К вопросу о составе и структуре науки о книге. Книга. Исследования и материалы". М., 2009, сб.91/I-II.
20. Рац М. В. Книговедение-2018. Предложения к повестке дня // Книга и книжное дело в XIX—XXI веке: материалы международной научной конференции «XX Смирдинские чтения», 26-27 апреля 2018 г., Санкт-Петербург, 2019. — 262 с. С.с. 82-91 PDF
21. Рац М. В. Люди, книги и библиофильство. Альманах «Библиофилы России», т. 18, М., 2023.
22. Рац М. В. Методология: младшая сестра науки или её мать?. Независимая газета, 11.02.2004.
23. Рац МВ., Котельников С. И., Слепцов Б. Г. Интересы науки смещаются с природы на человека и общество. Независимая газета, 14.12.2016.
24. Толстой И. Беседа с профессором Марком Рацем, соавтором книги «Управление против власти: как реализуются замыслы». Распечатка разговора на «Свободе» 23 мая 2023.

## Каталоги книжно-графического собрания М.Раца
1. Издательство «Academia» (1922—1937). Книжная графика из собрания проф. М. В. Раца. Каталог выставки. Вологда, 1985. 

2. Grafica russa 1917/1930/ Manifesti-stampe-libri. Da collezioni private russe. Vallecchi editore, Centro Culturale Il Bisonte. Firenze,1990. 

3. Старая детская книжка (1900—1930 годы) из собрания проф. Марка Раца. Издание подготовил Юрий Молок. М., 1997. 

4. Образ книги в русской графике первой трети XX века (из собраний М. В. Раца и Л. И. Черткова). М.: Галерея «Элизиум», 2003. 